# Дронго прямохвостий
Дронго прямохвостий (Dicrurus ludwigii) — вид горобцеподібних птахів родини дронгових (Dicruridae).

## Поширення
Вид поширений в Субсахарській Африці. Мешкає у негустих тропічних лісах, галерейних лісах, вторинних лісах та лісистих саванах.

## Опис
Дрібний птах, завдовжки 18-19 см, вагою 25-35 г. Це птах з міцною і стрункою зовнішністю, великою округлою головою, конусоподібним і міцним дзьобом, короткими ногами, довгими крилами і хвостом довжиною приблизно як тіло (8-9 см) з тенденцією до розширення назовні і з ледь роздвоєним, майже квадратним кінцем. Оперення глянцево чорне з синюватим або зеленкуватим відблиском.

## Спосіб життя
Трапляється парами або наодинці. Полює на комах та інших безхребетних. Іноді поїдає дрібних ящірок та жаб. Моногамний птах. Шлюбний сезон залежить від ареалу — приблизно з лютого по червень північніше екватора та з вересня по квітень в південній частині. Невелике чашоподібне гніздо серед гілок дерев будують обидва партнери. У кладці 2-4 яйця. Насиджують також обидва батьки по черзі. Інкубація триває два тижні. Пташенята залишають гніздо приблизно через 20 днів після народження.

## Підвиди
- Dicrurus ludwigii muenzneri Reichenow, 1915 — південь Сомалі, Кенія, Танзанія;
- Dicrurus ludwigii saturnus Clancey, 1976 — широко поширений в центрально-західній частині ареалу від центральної Анголи до північної Замбії;
- Dicrurus ludwigii tephrogaster Clancey, 1975 — з південного Малаві до річки Лімпопо;
- Dicrurus ludwigii ludwigii (Smith, 1834) — номінальний підвид, широко поширений на півдні ареалу, починаючи з крайнього півдня Мозамбіку.

Дронго прирічний (Dicrurus sharpei) раніше вважався підвидом прямохвостого дронго, однак в 2018 році був визнаний окремим видом.